# Afonso de Albuquerque
Afonso de Albuquerque (ur. 1453, zm. 16 grudnia 1515) – portugalski żeglarz, odkrywca i zdobywca, wicekról Indii, wywodzący się z otoczenia króla Jana II. Jego bratem był inny znany żeglarz portugalski Francisco de Albuquerque. Uczestniczył w portugalskich próbach dotarcia do Indii.
W 1503 został mianowany głównym dowódcą jednej z eskadr wysłanych przez króla Manuela I Szczęśliwego do Indii. Drugą eskadrą dowodził jego brat Francisco. W sumie bracia mieli pod swoją komendą sześć jednostek. 
Założył pierwszą europejską osadę na Przylądku Dobrej Nadziei (1503), następnie wpłynął na Ocean Indyjski. Został mianowany przez króla wicekrólem Indii po Francisco de Almeida.
W 1507 roku flotylla pod dowództwem Alfonsa de Albuquerque pojawiła się w Zatoce Perskiej, rabując i paląc osiedla. De Albuquerque zarządził obcinać jeńcom nosy, mężczyznom oprócz tego prawe dłonie, a kobietom – uszy. 
Do Indii dopłynął w grudniu 1508, jednakże de Almeida początkowo uwięził go, odmawiając przekazania władzy. Ostatecznie doszło do tego w listopadzie 1509.
Afonso de Albuquerque zajął Goa (1510) oraz Malakkę (1511), skąd Portugalczycy wywieźli około trzech i pół tony złota. W grudniu 1511 wysłał trzy karawele na poszukiwanie Wysp Korzennych. Jego flota walczyła z Arabami (wspieranymi przez Wenecjan) o kontrolę nad handlem na Oceanie Indyjskim oraz na Morzu Czerwonym. W 1515 zajął wyspę Ormuz. Zmarł na morzu niedaleko Goa.